# Diocesi di Acque di Numidia
La diocesi di Acque di Numidia (in latino Dioecesis Aquensis in Numidia) è una sede soppressa e sede titolare della Chiesa cattolica.

## Storia
Acque di Numidia, identificabile con Henchir-El-Hamman nell'odierna Algeria, è un'antica sede episcopale della provincia romana di Numidia.
Unico vescovo noto di questa diocesi è il donatista Cresconio, che partecipò alla conferenza di Cartagine del 411, che vide riuniti assieme i vescovi cattolici e donatisti dell'Africa romana. La sede all'epoca non aveva un vescovo cattolico, perché, secondo la testimonianza di Aurelio di Macomades, il vescovo cattolico era deceduto da poco; questa testimonianza è la sola prova che la sede di Acque si trovava in Numidia, nei pressi di Macomades.
Dal 1933 Acque di Numidia è annoverata tra le sedi vescovili titolari della Chiesa cattolica; dal 18 aprile 1986 il vescovo titolare è Juan Luis Martin Buisson, P.M.E., già vicario apostolico di Pucallpa.

## Cronotassi

### Vescovi residenti
- Cresconio † (menzionato nel 411) (vescovo donatista)

### Vescovi titolari
- Félix Scalais, C.I.C.M. † (7 luglio 1964 - 17 agosto 1967 deceduto)
- Francis James Harrison † (1º marzo 1971 - 9 novembre 1976 nominato vescovo di Syracuse)
- Patrick Laurence Murphy † (20 dicembre 1976 - 8 aprile 1986 nominato vescovo di Broken Bay)
- Juan Luis Martin Buisson, P.M.E., dal 18 aprile 1986